# Бруннер, Георг
Георг Бруннер (нем. Georg Brunner; 15 декабря 1897, Лейпциг, Королевство Саксония — 16 ноября 1959) — немецкий хоккеист на траве, вратарь. Бронзовый призёр летних Олимпийских игр 1928 года.

## Биография
Георг Бруннер родился 15 декабря 1897 года в немецком городе Лейпциг.
Играл в хоккей на траве за «Лейпцигер» из Лейпцига.
В 1928 году вошёл в состав сборной Германии по хоккею на траве на летних Олимпийских играх в Амстердаме и завоевал бронзовую медаль. Играл на позиции вратаря, провёл 4 матча, пропустил 3 мяча (два от сборной Нидерландов, один — от Испании).
В 1927—1931 годах провёл 11 матчей за сборную Германии.
Работал торговцем.
Умер 16 ноября 1959 года.